# Zdzisław Świderski
Zdzisław Piotr Świderski (né le 29 avril 1940 à Pruszków, Pologne) est Professeur et Chef du Département de Biologie de la Reproduction et du Développement des Parasites, Institut de Parasitologie Witold Stafanski, Académie Polonaise des Sciences, Varsovie, Pologne. Il est connu pour des études majeures sur la biologie de la reproduction, l’ultrastructure et la cytochimie de l’embryogénèse, la spermatogénèse et la vitellogénèse des Cestodes et des Trématodes,,.

## Biographie
Swiderski a accompli ses études secondaires à Pruszków, Pologne et obtenu son Diplôme de Maturité en 1958 à la Haute Ecole Tomasz Zan. Peu après, il entre à l’Université de Varsovie où il obtient son M.Sc Degree en Biologie/Zoologie en 1964 avec une thèse «Etudes cytologiques et cytochimiques de l’ovogénèse chez le ver à soie du chêne Antherea pernyi Guerin-Meneville (Lepidoptera)», publiée dans «Zoologica Poloniae». De 1964 à 1968, il a atteint le grade de Maître Assistantde recherches à l’Institut de Parasitologie Witold Stefański, PAS, Varsovie. 
Par la suite, il a émigré en Suisse où de 1968 à 1983, puis de 1988 à 1993, il a de nouveau travaillé à l’Université de Genève dans le Département d’Anatomie et Physiologie Comparées comme Maître Assistant de recherches, puis comme Chef de Travaux (Chef de projets de recherches). Il s’est inscrit comme Doctorant à l’Université de Genève et en 1972 il obtint son Doctorat avec sa thèse Ph.D. «La structure fine de l'oncosphère du cestode Catenotaenia pusilla Goeze, 1782)» ultérieurement publiéedans «La Cellule». 
Fin 1983, il participa au concours international pour Senior Lecturer in Human Microanatomy & Histology, Human Embryology & Medical Parasitology dans la Faculté de Médecine de l’Université de Witwatersrand, Johannesburg, République d’Afrique du Sud. Il fut choisi avec succès pour ce poste parmi de nombreux candidats inscrits. Pendant quatre années d’activité (1984-1988) comme Enseignant Senior, il a aussi supervisé des projets de recherches d’étudiants pour leur Maîtrise en Sciences. De retour en Europe, il reprit son activité jusqu’en 1993 avec l’Institut de Parasitologie. En 1995, l’Université de Varsovie lui décerne le Doctorat ès Sciences. En 1999, il devint Professeur à l’Institut de Parasitologie, PAS, Varsovie,. En 2002, il a été décoré de la croix d'or du mérite.